# Madeirã
Madeirã (IPA: [mɐˈðejɾɐ~]) is een plaats (freguesia) in de Portugese gemeente Oleiros en telt 225 inwoners (2001).